# Казимеж Гілярський

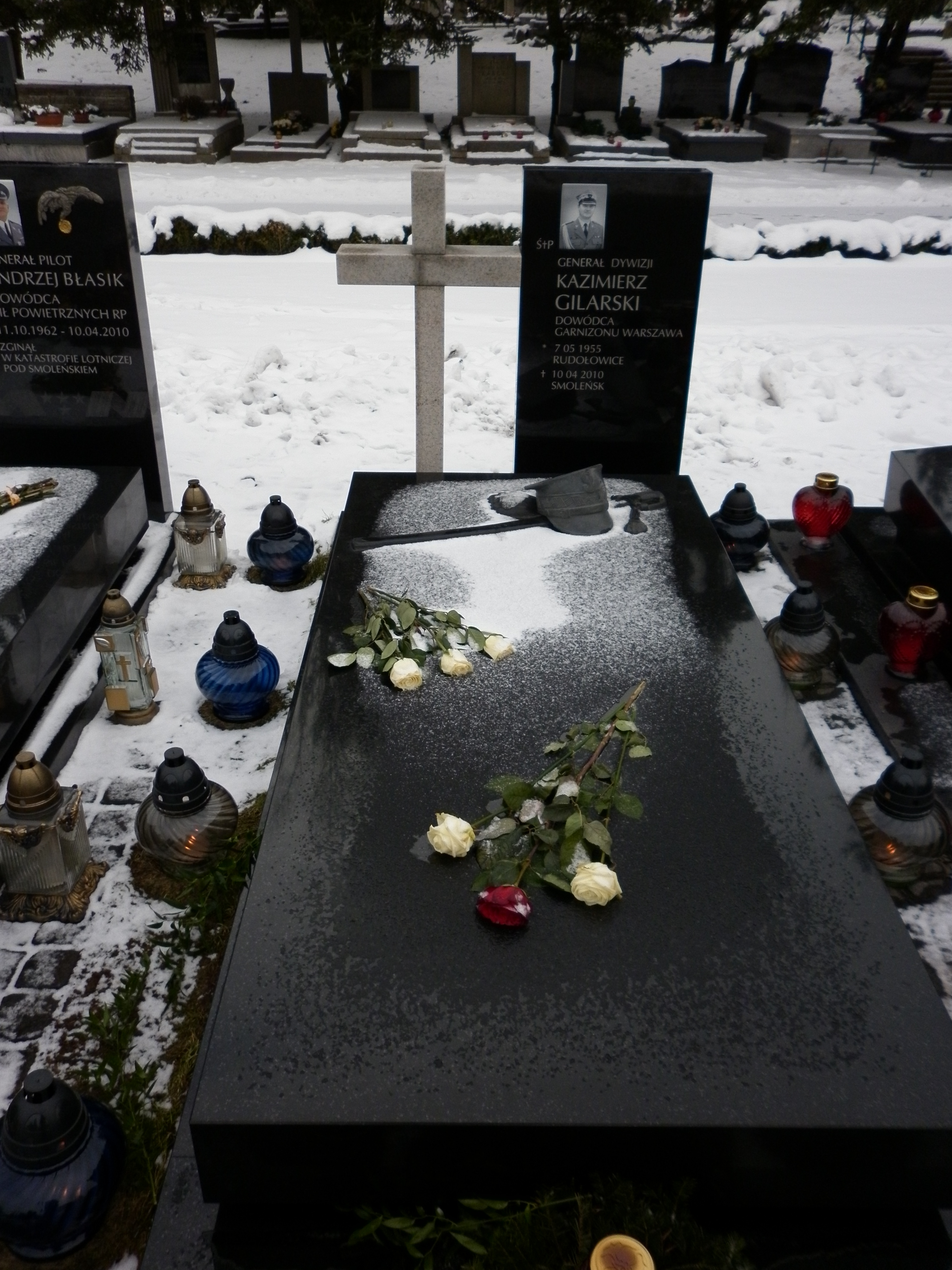
Могила генерала Казимежа Гілярського на цвинтарі Повонзки

Казимеж Гілярський (пол. Kazimierz Gilarski; нар. 7 травня 1955, Рудоловичі, ПНР — пом. 10 квітня 2010, Смоленськ, Росія) — бригадний генерал Збройних сил Польщі.

## Життєпис
У 1974–1978 роках був курсантом Вищої офіцерської школи механізованих військ імені Тадеуша Костюшка у Вроцлаві. Професійну військову службу розпочав у 1978 році в штабі Варшавського гарнізону, обіймаючи послідовно посади командира взводу та заступника командира почесної варти. У 1982–1991 роках був помічником начальника відділу військових церемоній та заходів, старшим офіцером та начальником оперативного відділу. Був співавтором Військового церемоніалу.
У 1989 році закінчив Краківський педагогічний університет та аспірантуру з педагогіки у Національній академії оборони.
У 1993 році призначений заступником командира гарнізону та отримав звання полковника. Восени 2005 року став комендантом Варшавського гарнізону. 11 листопада 2006 року отримав звання бригадного генерала та призначений командувачем Варшавського гарнізону.
Загинув 10 квітня 2010 року в катастрофі польського літака Ту-154М у Смоленську.
15 квітня 2010 року маршал Сейму, виконуючий обов'язки Президента Республіки Польща, Броніслав Коморовський, посмернто присвоїв Казимежу Гілярському звання генерала дивізії.
24 квітня похований у меморіалі жертв Смоленської катастрофи на Військовому цвинтарі Повозки.

## Приватне життя
Був одруженим, мав дочку та сина. Цікавився військовою історією, спортом та туризмом. Володів німецькою мовою.

## Відзнаки
- Командорський Хрест Ордена Відродження Польщі (посмертно, 2010)[4]
- Офіцерський Хрест Ордена Відродження Польщі (2008)[5]
- Лицарський Хрест Ордена Відродження Польщі (2004)[6]
- Золотий Хрест Заслуги (1999)[7]
- Срібний Хрест Заслуги (1991)
- Срібна Медаль «Збройні сили на службі Вітчизні» (1988)
- Золота Медаль «За заслуги в обороні країни» (1998)
- Золота Медаль «За охорону національних пам'яток» (2008)
- Почесний знак «Bene Merito» (2009)[8]
- Відзнака парашутиста
- Великий Хрест Ордена Заслуг (2008, Португалія)[9]
- Почесний знак «За заслуги перед Підкарпатським воєводством» (посмертно, 2010)[10]
- Почесний знак «За заслуги перед Варшавою» (pośmiertnie, 2010)[11]
- Почесний громадянин Радзиміна